# Gran Premio di superbike di Jerez 1990
Il Gran Premio di Superbike di Jerez 1990 è stato disputato il 18 marzo sul Circuito di Jerez de la Frontera e ha visto la vittoria di Raymond Roche in gara 1, lo stesso pilota si è imposto anche in gara 2.

## Risultati

### Gara 1

#### Arrivati al traguardo[3]
| Pos. | Nº | Pilota            | Motocicletta | Tempo     | Griglia | Punti |
| ---- | -- | ----------------- | ------------ | --------- | ------- | ----- |
| 1º   | 3  | Raymond Roche     | Ducati       | 41:47.350 | 1º      | 20    |
| 2º   | 1  | Fred Merkel       | Honda        | +0:03.950 | 2º      | 17    |
| 3º   | 2  | Stéphane Mertens  | Honda        | +0:04.290 | 7º      | 15    |
| 4º   | 11 | Robert Phillis    | Kawasaki     | +0:04.790 | 6º      | 13    |
| 5º   | 6  | Giancarlo Falappa | Ducati       | +0:09.250 | 4º      | 11    |
| 6º   | 4  | Fabrizio Pirovano | Yamaha       | +0:09.510 | 17º     | 10    |
| 7º   | 7  | Terry Rymer       | Yamaha       | +0:09.750 | 3º      | 9     |
| 8º   | 19 | Robert McElnea    | Yamaha       | +0:12.270 | 5º      | 8     |
| 9º   | 5  | Anders Andersson  | Yamaha       | +0:15.270 | 21º     | 7     |
| 10º  | 23 | Ernst Gschwender  | Suzuki       | +0:18.870 | 14º     | 6     |
| 11º  | 17 | Davide Tardozzi   | Ducati       | +0:25.840 | 9º      | 5     |
| 12º  | 34 | Juan López Mella  | Honda        | +0:27.790 | 8º      | 4     |
| 13º  | 40 | Brian Morrison    | Honda        | +0:29.640 | 11º     | 3     |
| 14º  | 39 | Carl Fogarty      | Honda        | +0:31.130 | 18º     | 2     |
| 15º  | 30 | Edwin Weibel      | Kawasaki     | +0:34.680 | 20º     | 1     |
| 16º  | 25 | Andreas Hofmann   | Honda        | +0:39.630 | 10º     |       |
| 17º  | 9  | Jari Suhonen      | Yamaha       | +0:47.530 | 22º     |       |
| 18º  | 55 | Daniel Amatriaín  | Honda        | +0:50.850 | 19º     |       |
| 19º  | 26 | Michael Galinski  | Kawasaki     | +0:52.790 | 16º     |       |
| 20º  | 41 | James Whitham     | Honda        | +0:54.960 | 34º     |       |
| 21º  | 45 | Mauro Mastrelli   | Ducati       | +1:13.200 | 32º     |       |
| 22º  | 52 | Antonio García    | Yamaha       | +1:16.590 | 26º     |       |
| 23º  | 47 | René Delaby       | Honda        | +1:30.030 | 25º     |       |
| 24º  | 58 | Marco Papa        | Yamaha       | +1:31.140 | 29º     |       |
| 25º  | 43 | Marino Fabbri     | Bimota       | +1:46.440 | 28º     |       |
| 26º  | 32 | Wolfgang Möckel   | Honda        | +1 giro   | 27º     |       |
| 27º  | 57 | Pedro Baptista    | Honda        | +1 giro   | 36º     |       |

#### Ritirati
| Nº | Pilota            | Motocicletta | Giri     | Griglia |
| -- | ----------------- | ------------ | -------- | ------- |
| 8  | Baldassarre Monti | Honda        | +3 giri  | 15º     |
| 35 | Xavier Arenas     | Honda        | +4 giri  | 23º     |
| 49 | Jeffry de Vries   | Yamaha       | +11 giri | 13º     |
| 46 | Mauro Ricci       | Kawasaki     | +13 giri | 31º     |
| 44 | Aldeo Presciutti  | Yamaha       | +14 giri | 35º     |
| 22 | Roger Burnett     | Suzuki       | +16 giri | 12º     |
| 53 | Stefano Caracchi  | Yamaha       | +16 giri | 30º     |
| 27 | Peter Rubatto     | Yamaha       | +20 giri | 33º     |
| 28 | Udo Mark          | Yamaha       | +21 giri | 24º     |

### Gara 2

#### Arrivati al traguardo[4]
| Pos. | Nº | Pilota            | Motocicletta | Tempo     | Griglia | Punti |
| ---- | -- | ----------------- | ------------ | --------- | ------- | ----- |
| 1º   | 3  | Raymond Roche     | Ducati       | 41:35.560 | 1º      | 20    |
| 2º   | 6  | Giancarlo Falappa | Ducati       | +0:06.890 | 4º      | 17    |
| 3º   | 1  | Fred Merkel       | Honda        | +0:07.670 | 2º      | 15    |
| 4º   | 2  | Stéphane Mertens  | Honda        | +0:08.160 | 7º      | 13    |
| 5º   | 11 | Robert Phillis    | Kawasaki     | +0:16.530 | 6º      | 11    |
| 6º   | 19 | Robert McElnea    | Yamaha       | +0:17.480 | 5º      | 10    |
| 7º   | 7  | Terry Rymer       | Yamaha       | +0:18.960 | 3º      | 9     |
| 8º   | 4  | Fabrizio Pirovano | Yamaha       | +0:38.390 | 17º     | 8     |
| 9º   | 23 | Ernst Gschwender  | Suzuki       | +0:38.530 | 14º     | 7     |
| 10º  | 55 | Daniel Amatriaín  | Honda        | +0:39.310 | 19º     | 6     |
| 11º  | 8  | Baldassarre Monti | Honda        | +0:40.200 | 15º     | 5     |
| 12º  | 5  | Anders Andersson  | Yamaha       | +0:40.790 | 21º     | 4     |
| 13º  | 25 | Andreas Hofmann   | Honda        | +0:44.990 | 10º     | 3     |
| 14º  | 49 | Jeffry de Vries   | Yamaha       | +1:00.960 | 13º     | 2     |
| 15º  | 28 | Udo Mark          | Yamaha       | +1:13.420 | 24º     | 1     |
| 16º  | 35 | Xavier Arenas     | Honda        | +1:19.000 | 23º     |       |
| 17º  | 58 | Marco Papa        | Yamaha       | +1:26.310 | 29º     |       |
| 18º  | 52 | Antonio García    | Yamaha       | +1:36.170 | 26º     |       |
| 19º  | 45 | Mauro Mastrelli   | Ducati       | +1:36.430 | 32º     |       |
| 20º  | 32 | Wolfgang Möckel   | Honda        | +1 giro   | 27º     |       |
| 21º  | 57 | Pedro Baptista    | Honda        | +1 giro   | 36º     |       |

#### Ritirati
| Nº | Pilota           | Motocicletta | Giri     | Griglia |
| -- | ---------------- | ------------ | -------- | ------- |
| 26 | Michael Galinski | Kawasaki     | +1 giro  | 16º     |
| 43 | Marino Fabbri    | Bimota       | +4 giri  | 28º     |
| 17 | Davide Tardozzi  | Ducati       | +5 giri  | 9º      |
| 34 | Juan López Mella | Honda        | +7 giri  | 8º      |
| 46 | Mauro Ricci      | Kawasaki     | +11 giri | 31º     |
| 39 | Carl Fogarty     | Honda        | +12 giri | 18º     |
| 9  | Jari Suhonen     | Yamaha       | +13 giri | 22º     |
| 47 | René Delaby      | Honda        | +16 giri | 25º     |
| 22 | Roger Burnett    | Suzuki       | +18 giri | 12º     |
| 27 | Peter Rubatto    | Yamaha       | +19 giri | 33º     |
| 40 | Brian Morrison   | Honda        | +20 giri | 11º     |
| 41 | James Whitham    | Honda        | +20 giri | 34º     |
| 30 | Edwin Weibel     | Kawasaki     | +22 giri | 20º     |